# Rudy Poorteman
Rudy Poorteman (Brugge, 15 februari 1961) is een voormalig Belgisch voetballer. Poorteman was een verdediger. Hij speelde meer dan 300 wedstrijden voor Cercle Brugge in de Belgische eerste klasse.

## Carrière
Poorteman is een jeugdproduct van Cercle Brugge. Op 13 oktober 1979 maakte hij zijn debuut in eerste klasse tegen Antwerp FC. Hij kwam in zijn eerste seizoen in het eerste elftal geregeld aan spelen toe, maar viel dan een jaar naast de ploeg omdat hij z'n legerdienst moest doen. In die periode kwam hij enkel uit voor de nationale militaire ploeg. In 1981 stond hij weer volledig ter beschikking van Cercle Brugge, waar hij tien jaar lang een vaste waarde werd in de verdediging. Met Cercle won hij in 1985 de Beker van België door in de finale KSK Beveren te verslaan. Ook in 1986 bereikte Cercle de bekerfinale, maar die werd verloren tegen buur Club Brugge. Poorteman speelde in beide finales mee.
Poorteman speelde 307 wedstrijden in eerste klasse. Hiermee moet hij enkel Geert Broeckaert (314) laten voorgaan in de eeuwige ranglijst van Cercle Brugge. Zijn laatste officiële wedstrijd voor de club, op 20 april 1991, was net als zijn debuut tegen Antwerp FC. Deze wedstrijd eindigde op 2-2.
In 1991 zette hij een stapje opzij en tekende hij bij de toenmalige derdeklasser KV Oostende. Met Oostende werd hij in zijn eerste seizoen al kampioen, waarop hij het volgende seizoen in tweede klasse uitkwam. Nadien bouwde hij z'n carrière geleidelijk aan af in het provinciaal voetbal bij Zeemeeuw Zeebrugge en SV Koekelare. 
Na z'n spelerscarrière was hij ook nog even trainer bij Gold Star Middelkerke.

## Erelijst
| Competitie            |               |               |               |               |
| Competitie            | Aantal        | Jaren         |               |               |
| Cercle Brugge         | Cercle Brugge | Cercle Brugge | Cercle Brugge | Cercle Brugge |
| --------------------- | ------------- | ------------- | ------------- | ------------- |
| Beker van België      | 1x            | 1984/85       |               |               |
| KV Oostende           |               |               |               |               |
| Kampioen Derde klasse | 1x            | 1991/92       |               |               |